# Benny Wiame
Benny Wiame (1962) is een Belgische dirigent, muziekpedagoog en trompettist. 

## Levensloop

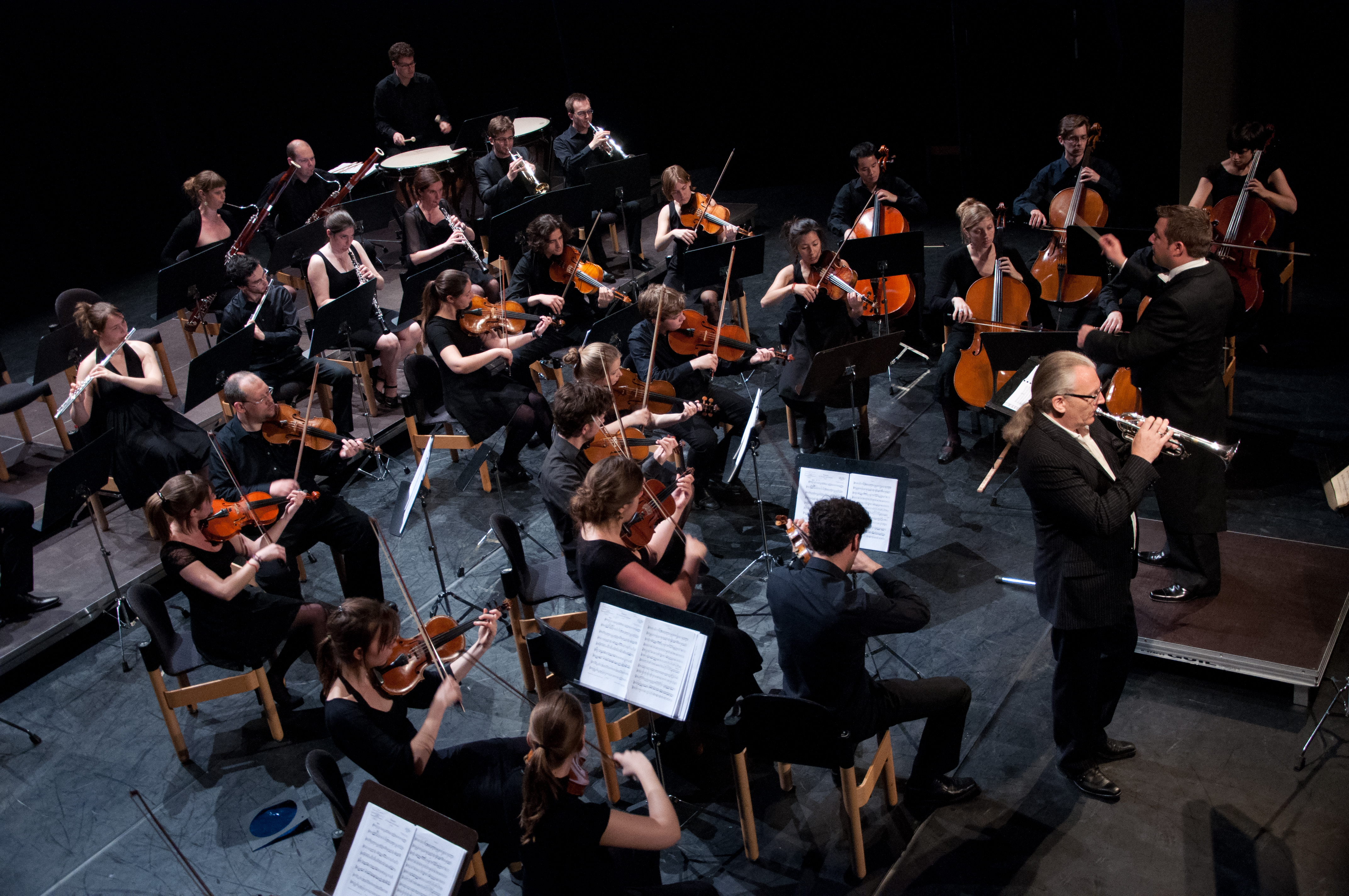
Benny Wiame met Frascati Symphonic o.l.v. Kris Stroobants

Op tienjarige leeftijd kreeg Benny Wiame zijn eerste muzieklessen in de plaatselijke fanfare, waar hij de bugel bespeelde. Daarnaast kreeg hij lessen aan de muziekacademie van Sint-Truiden 
Omdat hij zeer getalenteerd was ging hij op 15-jarige leeftijd verder studeren aan het Lemmensinstituut te Leuven bij Léon Pétré. Daarna studeerde hij trompet  bij Jerôme De Brauwer en kamermuziek aan het Koninklijk Conservatorium in Brussel, bij Arie van Lysbeth.
In 1989 werd hij docent aan het Koninklijk Conservatorium in Brussel. Vanaf 1994 is hij docent trompet aan het Koninklijk Conservatorium in Gent en dirigent van het brassensemble . Eveneens is hij sinds 2000 docent aan het Conservatorium Maastricht. Sinds 2008 is hij als docent trompet en kamermuziek aan het Lemmensinstituut te Leuven verbonden.
Nog tijdens zijn studies werd hij in 1984 solotrompettist in het Koninklijk Filharmonisch Orkest van Vlaanderen. In 1992 wisselde hij dit orkest in voor het Rotterdams Philharmonisch Orkest, dat onder leiding stond van Valeri Gergiev. In Rotterdam verbleef hij tot 1997.
Hij is een veelgevraagd solist bij zowel symfonie- en kamerorkesten, als bij blaasorkesten. In 1997, 1998 en 2002 speelde hij recitals en gaf hij masterclasses in Zuid-Korea. In 1998 was hij ook in Japan, waar hij werkte als solist en dirigent.. Verder gaf hij masterclasses aan het Shobi Conservatorium in Tokio. Benny is regelmatig te gast in Noorwegen.
Wiame was dirigent van de Brass Band Midden-Brabant en van 2000 tot oktober 2007 van de Brass Band Schoonhoven. Van 1998 tot 2000 en opnieuw vanaf januari 2008 tot 2009 was hij dirigent van de Brass Band Limburg.
Benny is oprichter van het unieke koperensemble New Brass Directions en lid van het Prometheus-ensemble. Tevens is hij zaakvoerder van de firma TROMBA´ch.